# سکتور (ساعت)
سکتور (انگلیسی: Sector No Limits) یک شرکت ساعت سازی ایتالیایی می‌باشد که به ساخت ساعت مچی و ساعت غواصی می‌پردازد. این شرکت در سال ۱۹۷۳ توسط فیلیپو جیاردیلو در ناپل ایتالیا تأسیس شد، پس از آن صاحب فیلیپ واچ شد  و سپس شرکت نوشاتل را در سوئیس تأسیس کرد. سکتور در سال ۲۰۰۶ به گروه مورلاتو پیوست.